# Фармацевтичні періодичні видання
Фармацевтичні періодичні видання — журнали, газети, бюлетені, збірники та інші періодичні видання на фармацевтичну тематику.

## Історія
Першим періодичним виданням з питань фармації, був «Русский фармацевтический ежегодник», який видавався у м. Дерпті (Тарту, Естонія) з 1803 по 1808 рік.
З 1819 року видавали «Медико-фармацевтический журнал». У 1820—1822 роках у м. Вільно медичне товариство видавало «Вилленские фармацевтические записки».
Першим фармацевтичним журналом в Україні вважається «Журнал аптекарського товариства», який виходив у Львові німецькою мовою з 1871 року.
Наприкінці XIX та початку XX сторіччя найбільш важливими фармацевтичними виданнями були: «Фармацевтический журнал» (1864—1866, 1879—1917 роки — СПб.); «Фармацевт» — науково-спеціальний журнал (1893—1907 роки — М.); «Фармацевтический вестник» (1897—1906 роки — М.); «Фармацевт-практик» — науково-популярний та станово-побутовий журнал (1893—1917 роки — М.).
На тлі загострення соціально-політичної ситуації в Російській імперії фармацевтичні видання відбивали інтереси окремих груп аптечних працівників. Наприклад, «Фармацевтический журнал» виражав прагнення власників аптек, а «Жизнь фармацевта» і «Труд фармацевта» (1907—1909 роки — М.) відстоювали права найманих службовців.
На початку ХХ сторіччя на території України видавалися такі фармацевтичні журнали: «Жизнь фармацевта» (1909—1911 роки — К.); «Всероссийский фармацевтический вестник» (1912—1913 роки — К.); «Южный фармацевтический вестник» (1914 рік — Одеса).
У радянський період МОЗ УРСР видає українською мовою «Фармацевтичний журнал» (з 1928 по 1935 рік — Х.; з 1936 по 1941 рік — К.); з 1956 року видання журналу поновлюється. Найбільш важливими фармацевтичними виданнями всесоюзного значення вважалися також «Аптечное дело» — науково-практичний журнал МОЗ СРСР (1940—1941; 1952—1967 роки), який з 1967 року під назвою «Фармация» видається як науково-практичний журнал МОЗ СРСР та Всесоюзного наукового товариства фармацевтів; «Химико-фармацевтический журнал» (з 1966 року — М.).

### Сучасність
Зі здобуттям Україною незалежності починають видавати нові та відроджують старі науково-практичні журнали, які висвітлюють пріоритетні наукові дослідження та найкращий досвід, досягнення фармацевтичної галузі за певними напрямами: «Фармаком» (з 1992 року ДНЦЛЗ, Харків), «Вісник фармації» (з 1993 року), «Еженедельник АПТЕКА» (з 1995 року, Київ); «Клінічна фармація» (з 1997 року) та «Фізіологічно активні речовини» (1966—2003 роки; з 2004 року «Журнал органічної та фармацевтичної хімії» (НФаУ, Харків); спеціалізоване інформаційне видання «Ліки України» (з 1996 року, Київ); журнал для працівників фармації «Провізор» (з 1996 року, Харків) з додатками «Дайджест», «Юридические аспекты в фармации» (з 1997 року) та «Микстура» (з 2001 року); «Аптека Галицька» (з 1999 року, Львів); «Фармацевт-практик» (1893—1917 роки, відроджений у 2003 році, Київ); «Косметологія і аромологія» (з 2006 року, Харків); «Аптечный аудит» (з 2007 року, Харків) та інші. Ці та інші фармацевтичні видання дозволяють координувати основні аспекти фармацевтичної діяльності та надавати фахівцям інформацію щодо реального стану справ у галузі.